# Tân quân (nhà Thanh)

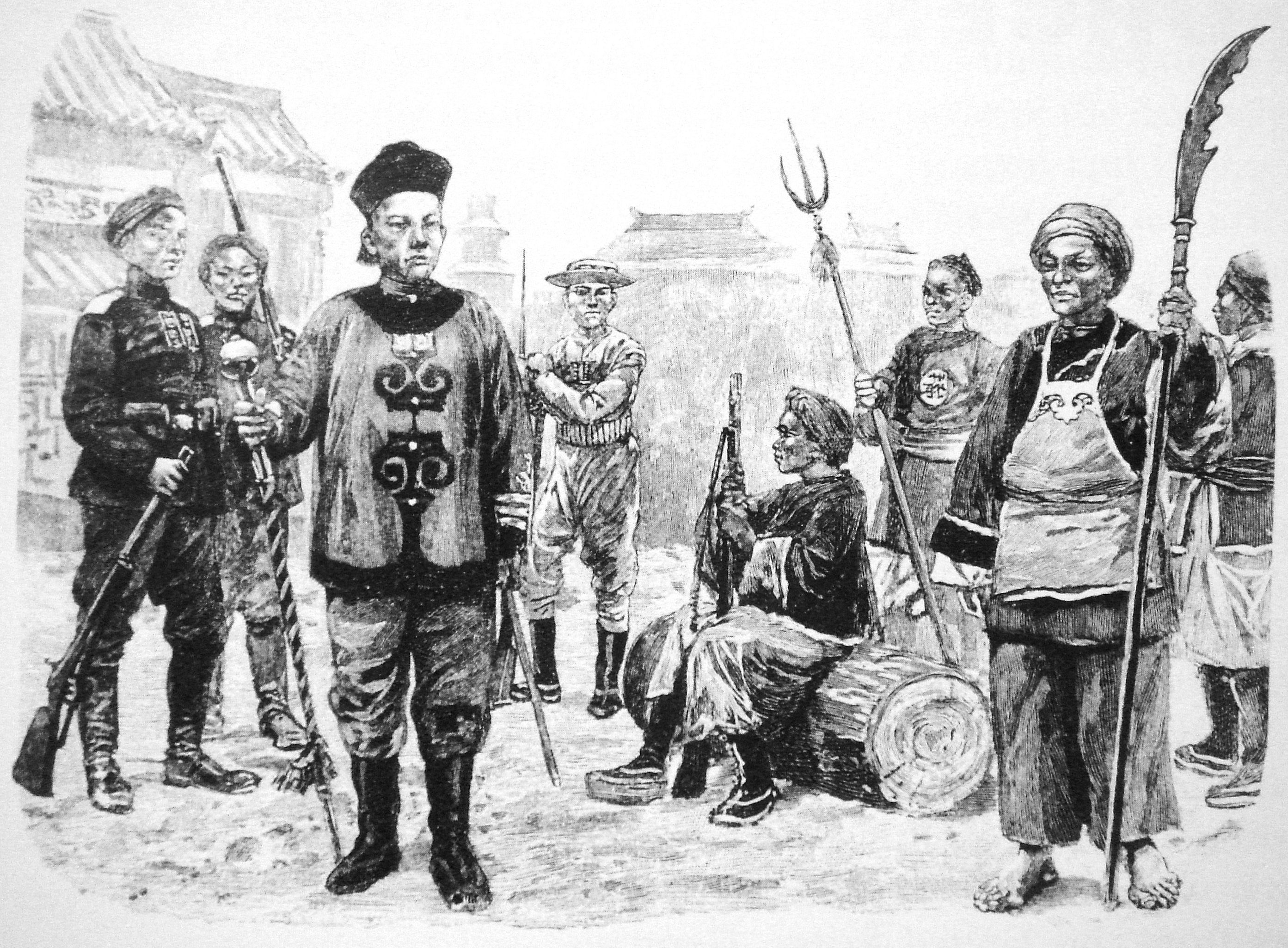
Các binh sĩ Trung Quốc vào khoảng 1899-1901. Trái: hai lính Tân quân. Trước: một chỉ huy Lục doanh quân. Ngồi trên thân cây: pháo thủ. Phải: Binh sĩ Nghĩa hòa đoàn.

Tân quân (phồn thể: 新軍, giản thể: 新军; bính âm: Xīnjūn, Mãn Châu: Ice cooha), danh xưng đầy đủ là Tân kiến lục quân (tiếng Trung: 新建陸軍; bính âm: Xīnjiàn Lùjūn) là lực lượng quân sự hiện đại được thành lập dưới thời Mãn Thanh năm 1895, sau thất bại trong Chiến tranh Trung-Nhật. Tân quân là lực lượng quân sự được huấn luyện và trang bị hoàn toàn theo tiêu chuẩn phương Tây, dần trở thành lực lượng quân sự chính quy và thường trực của nhà Thanh, đồng thời cũng là lực lượng quan trọng làm lật đổ triều đại này cũng như họa quân phiệt hoành hành Trung Quốc trong vài thập kỷ sau đó.

## Hình thành
Sự lỗi thời của hệ thống Bát kỳ Lục doanh đã dẫn đến sự thất bại của đội quân chủ lực của nhà Thanh trong việc trấn áp cuộc khởi nghĩa của Thái Bình Thiên quốc. Binh sĩ đều xuất thân từ người nghèo không có đất và nông dân mù chữ, bị triều đình trưng dụng làm binh để dẹp loạn mà lại không được huấn luyện, trang bị kém. Các quan binh thì bất tài, hủ hóa, tham nhũng. Cuộc cải cách các đội dân binh của Tăng Quốc Phiên và Tả Tông Đường đã thành công phần nào trong việc trấn áp Thái Bình Thiên quốc, khi hình thành chế độ tuyển mộ, huấn luyện và trả lương cho binh sĩ chuyên nghiệp. Tuy nhiên, điều này vẫn là chưa đủ, dẫn đến thất bại cay đắng của người Trung Quốc trước người Nhật Bản và phương Tây.
Sau thất bại trong Chiến tranh Trung-Nhật, năm 1895, Thanh triều đã lệnh cho nguyên Án sát sứ Quảng Tây là Hồ Duật Phân, chiểu theo cách thức của phương Tây thành lập 10 doanh (営, tương đương tiểu đoàn) Định Vũ quân (定武軍 Dingwu jun) tại Thiên Tân, với quân số hơn 4.750 binh sĩ, với cố vấn huấn luyện người Đức Constantin von Hanneken
Một năm sau, Hồ Duật Phân được chuyển sang làm Đốc biện Đường sắt Bình Hán. Quyền chỉ huy Định Vũ quân được chuyển sang một cựu võ quan Hoài quân là Viên Thế Khải vào giữa tháng 12 năm 1895,. Vài tháng sau, Định Vũ quân được đổi tên thành Tân kiến lục quân (新建陸軍 Xinjian Lujun) và mở rộng đến 7.000 binh sĩ., phỏng theo cách thức biên chế của Đức, phân thành Cảnh binh, Bộ binh, Mã binh, Pháo binh, Công binh và Truy binh (tức Hậu cần).
Cùng lúc với Tân kiến lục quân, quyền Lưỡng Giang Tổng đốc Trương Chi Động cũng cho thành lập một đội Tân quân lấy tên là Tự cường quân, biên chế Bộ binh, Mã binh, Pháo binh, Công binh 13 doanh, với hơn 2.000 người, cũng được trang bị theo cách Tây phương. Về sau, Tự cường quân chuyển quyền chỉ huy cho Lưu Khôn Nhất.

## Từ Vũ vệ hữu quân đến Bắc Dương quân

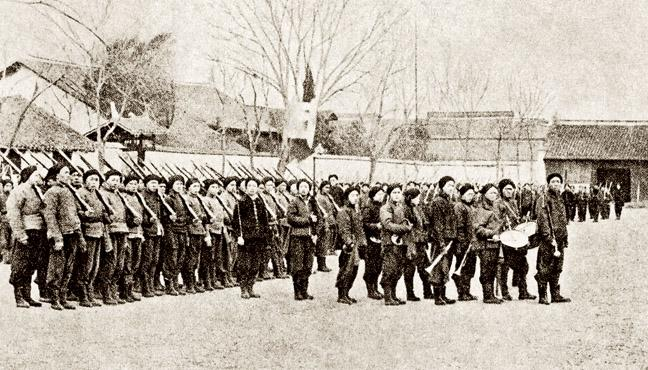
Hồ Bắc New Guard bảo vệ danh dự và ban nhạc quân đội

Bấy giờ, hoàng đế Quang Tự muốn thực hiện chính biến để đoạt lấy chính quyền, thực hiện cải cách, bèn triệu Viên Thế Khải đưa 7.000 quân của Định Vũ quân về Bắc Kinh bàn việc, có ý dùng quân của Viên để bao vây Di Hòa Viên. Không ngờ bị Viên phản bội, báo cho Thái hậu Từ Hy biết, nhờ thế phe Thái hậu kịp thời lật ngược thế cờ. Nhờ công lao này, Viên được Từ Hy thăng thưởng, đổi Tân kiến lục quân thành Vũ vệ hữu quân (Wuwei Youjun).), một trong 5 đội quân chịu trách nhiệm bảo vệ kinh thành. Viên cũng được cho thu nạp thêm Tự cường quân vào Vũ vệ hữu quân. Tuy không có quân số đông đảo, nhưng nhờ trang bị hiện đại, huấn luyện tốt, Vũ vệ hữu quân là lực lượng quân sự hùng mạnh nhất trong Vũ vệ ngũ quân.
Khi Phong trào Nghĩa Hòa Đoàn nổ ra, Viên đã từ chối tuân theo lệnh của triều đình làm ngơ cho Nghĩa hòa đoàn tấn công vào lực lượng Liên minh tám nước, thậm chí còn phối hợp với liên quân trấn áp Nghĩa hòa đoàn tại Bắc Kinh. Vì vậy, Viên cùng lực lượng Vũ vệ hữu quân được phái đến Sơn Đông. Tại đây, Viên cũng cho thu nhập 34 doanh cựu quân tại Sơn Đông, huấn luyện cải biên thành Vũ vệ hữu quân Tiên phong đội, tăng cường binh lực của Vũ vệ hữu quân lên hơn 2 vạn người.
Nhờ bị đẩy đi Sơn Đông, lực lượng Vũ vệ hữu quân dưới quyền Viên Thế Khải hầu như còn nguyên vẹn trong khi các cánh Vũ vệ quân khác đều bị thiệt hại nặng nề. Vì vậy, khi Thái hậu Từ Hy trở về Bắc Kinh, đã dùng Vũ vệ hữu quân để làm lực lượng quân sự chủ lực của Thanh triều để đàn áp các lực lượng nổi dậy khắp Trung Quốc. Năm 1902, Vũ vệ hữu quân được cải danh thành Thường bị quân. Ngày 25 tháng 6 năm 1902, Viên Thế Khải được triều đình bổ nhậm làm Bắc Dương đại thần, kiêm Tổng thống Thường bị quân. Lực lượng Tân quân dưới quyền Viên từ đó cũng được gọi là Bắc Dương quân.
Bấy giờ, Thường bị quân do Tổng thống (tức Viên Thế Khải) thống suất, giúp việc có cơ quan Tổng bộ, gồm Tham mưu Doanh vụ xứ (phụ trách tham mưu), Chấp pháp Doanh vụ xứ (phụ trách quân pháp), Đốc thao doanh vụ xứ (phụ trách huấn luyện) và Kê tra Doanh vụ xứ (phụ trách hành chính). Toàn bộ Thường bị quân phân thành 2 Dực (tương đương lữ đoàn) Tả Hữu, mỗi Dực do 1 Dực trưởng, 1 Thống lĩnh và 2 Phân thống phụ trách. Dưới Dực là Doanh, do Thống đới và Bang thống cai quản. Dưới Doanh là Đội (tương đương đại đội), do 1 Lĩnh quan quản lý. Dưới Đội là Sáo, do 1 Sáo quan và 2 Sáo trưởng phụ trách. Dưới Sáo là Bằng, có Chánh Phó đầu mục cai quản. Mỗi Bằng có cả thảy 12 binh sĩ.

## Cải cách Tân quân

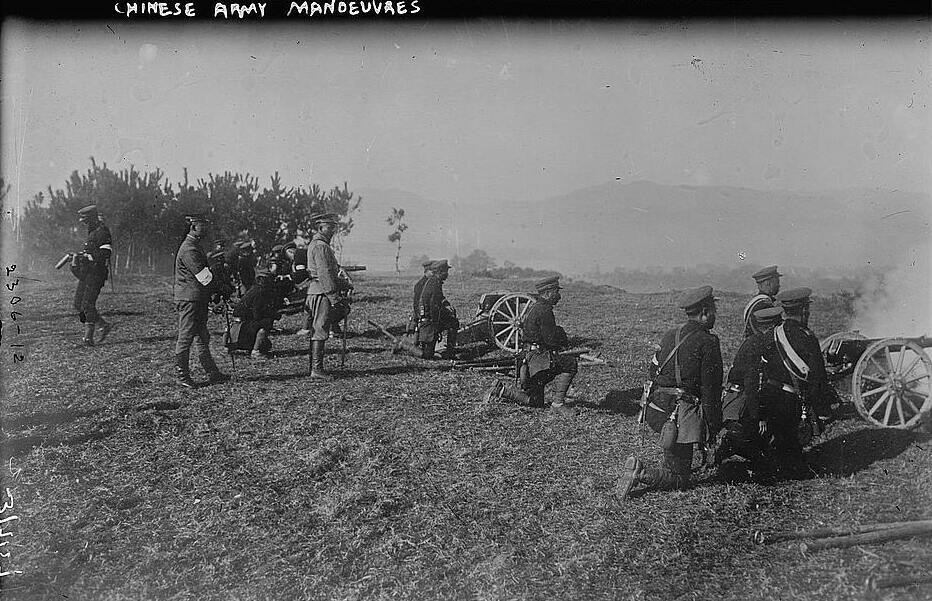
Tân quân Bắc Dương diễn tập, năm 1910

Sau khi phải ký kết Điều ước Tân Sửu 1901 một cách nhục nhã, nhà Thanh quyết tâm thi hành cải cách, trước tiên là cải cách quân sự. Năm 1903, triều đình thành lập Tổng lý Luyện binh xứ, lệnh cho các tỉnh thành lập Đốc luyện công sở, phụ trách huấn luyện Tân quân； tinh giản lực lượng Cựu quân (Phòng quân, Luyện quân, Lục doanh quân), tuyển chọn thành lập các doanh Thường bị quân, Hậu bị quân và Tuần cảnh doanh (tức Hiến binh). Sự thành công mô hình Tân quân của Viên được đưa làm hình mẫu cho việc xây dựng lực lượng Tân quân tại các tỉnh khác. Ngày 18 tháng 2 năm 1905, Viên đệ trình kế hoạch thống nhất phiên hiệu Tân quân toàn quốc, phỏng theo biên của quân Bắc Dương. Theo đó, Tân quân mỗi tỉnh sẽ biên chế thành các Trấn, bao gồm bộ, mã, pháo, công, truy binh, tổng cộng 20 doanh, với binh lực tương đương cấp sư đoàn của Lục quân Đế quốc Nhật Bản. Ban đầu, sẽ thử nghiệm cải tổ các đơn vị Thường bị quân ở Kinh kỳ và Bắc Dương thành 6 trấn. Dựa trên cơ sở này, năm 1907, Bộ Lục quân xây dựng kế hoạch sẽ biên chế lực lượng Thường bị quân trên toàn quốc thành 36 trấn, lấy Bắc Dương quân làm quân chủ lực trung ương, Tân quân tại các tỉnh làm quân địa phương.
Cấp chỉ huy cũng thay đổi phương thức bổ dụng, chỉ tuyển chọn học viên đã tốt nghiệp các trường Võ bị trong và ngoài nước. Về cấp binh sĩ, do quan đầu tỉnh chiêu mộ, tuyển lựa theo các tiêu chuẩn nghiêm ngặt, theo thâm niên và trình độ văn hóa. Nhờ đó, tăng cường được chất lượng nhân sự cho Tân quân.
Theo kế hoạch, đơn vị Tân quân các tỉnh mang phiên hiệu theo nguyên tắc tên địa phương + phiên hiệu đơn vị, như Đệ nhất trấn có phiên hiệu đầy đủ là Cận Kỳ lục quân Đệ nhất trấn, hoặc Đệ bát trấn có phiên hiệu đầy đủ là Hồ Bắc lục quân Đệ bát trấn... Tuy nhiên, trên thực tế, ngân sách các tỉnh không đồi dào, không đủ sức ngay lập tức xây dựng các trấn Tân quân, vì vậy các tỉnh bắt chước theo mô hình của tỉnh Hà Nam, đầu tiên thành lập Hiệp hợp thành, sau đó xây dựng thành trấn.
Theo định chế của Thanh triều, một hiệp hợp thành gồm có một hiệp bộ đội, 1 doanh mã binh, 1 doanh pháo binh, 1 đội (tương đương đại đội) công binh và 1 đội truy binh. Tuy nhiên có thể châm chước theo thực tế. Các hiệp mang phiên hiệu chính thức có cụm từ "hỗn thành hiệp" như Thiểm Tây lục quân hỗn thành hiệp, hoặc thêm cụm từ "tạm biên" nếu chưa biên chế chính thức như Tứ Xuyên tạm biên lục quân Đệ tam thập tam hỗn thành hiệp. Tương tự, các trấn chưa đạt tiêu chuẩn sẽ mang 2 chữ "tạm biên" trong phiên hiệu như Tứ Xuyên tạm biên lục quân Đệ thập thất trấn...
Cho đến khi nhà Thanh sụp đổ, chỉ mới xây dựng được 16 trấn, 16 hiệp hợp thành, 2 hiệp cấm vệ quân, còn lại chỉ là các tiêu, doanh. Trong 16 trấn, chỉ có 6 trấn Bắc Dương và Hồ Bắc Đệ bát trấn, Nam Dương Đệ cửu trấn là đủ tiêu chuẩn chính quy, còn lại đều là trấn "tạm biên". Trong đó Bắc Dương quân có thực lực mạnh nhất, với binh lực với hơn 7,5 vạn binh sĩ được trang bị hiện đại và các sĩ quan được đào tạo chính quy từ các học viện quân sự hiện đại trong và ngoài nước.

## Biên chế và hệ thống cấp bậc

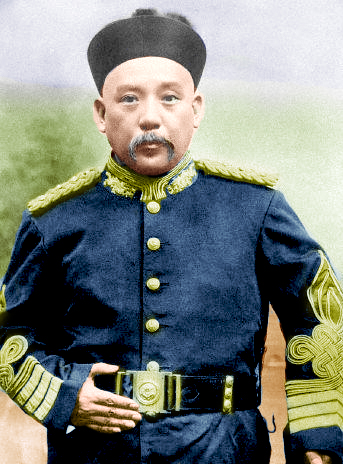
Viên Thế Khải trong quân phục Tân quân

Căn cứ theo "Lục quân doanh chế hướng chương" quy định, Thường bị quân được biên chế thành các Quân (tương đương quân đoàn). Mỗi Quân gồm 2 Trấn, do Thống chế chỉ huy, mỗi Trấn có 12.512 binh sĩ, phân thành 2 Hiệp (tương đương lữ đoàn). Mỗi Hiệp, do Hiệp thống chỉ huy, có 4.038 binh sĩ, phân thành 2 Tiêu (tương đương trung đoàn). Mỗi Tiêu, do Tiêu thống chỉ huy, có 3 Doanh (đứng đầu là Quản đới), mỗi doanh có 4 đội (đứng đầu là Đội quan). Ngoài ra, mỗi trấn còn có thêm 1 tiêu pháo binh (1.756 người), 1 tiêu mã binh (1.117 người), 1 doanh truy binh (754 người) và 1 doanh công binh (667 người). Các đội bộ, pháo, công, truy binh có 3 Bài (tương đương trung đội, do Bài trưởng chỉ huy), mỗi bài 3 Bằng (tương đương tiểu đội, do Chánh Phó mục cai quản); riêng mã binh có 2 bài, mỗi bài 2 bằng.
Hệ thống quân hàm ban đầu của Tân quân do Viên Thế Khải tham chiếu hệ thống đẳng cấp của Bát Kỳ, mô phỏng hệ thống quân hàm Quân đội Phổ, xây dựng thành nền tảng quân hàm hiện đại của Tân quân. Một hệ thống cấp hiệu cũng được thiết kế, pha trộn ảnh hưởng của hệ thống cấp hiệu của Phổ bấy giờ.
Hệ thống cấp bậc sĩ quan gồm 3 bậc gồm Đô thống (Tướng), Tham lĩnh (Tá), Quân hiệu (Úy). Mỗi bậc lại phân thành 3 cấp Chánh (Đại), Phó (Trung), Hiệp (Thiếu). Hạ sĩ quan phân 3 cấp: Thượng sĩ, Trung sĩ, Hạ sĩ. Binh sĩ cũng phân 3 cấp: Thượng đẳng binh, Nhất đẳng binh, Nhị đẳng binh.

## Tân quân và Cách mạng
Tân quân được hình thành do sự hỗ trợ từ các quan lại địa phương cấp tiến như Trương Chi Động, Đoan Phương..., chú trọng chiêu mộ tầng lớp thanh niên có văn hóa nhập ngũ và thu nhận các lưu học sinh làm sĩ quan Thái Ngạc, Diêm Tích Sơn, Hứa Sùng Trí... Tầng lớp này ít nhiều tiếp xúc với các tài liệu tiến bộ, thường xuyên bất đồng với các sĩ quan chỉ huy Cựu quân thủ cựu, ít học, thăng tiến nhờ thân thế. Các lãnh đạo phái cách mạng như Hoàng Hưng, Tống Giáo Nhân chú trọng khai triển binh vận, bí mật thu nạp các phần tử có xu hướng cách mạng này trong lực lượng Tân quân như Ngô Lộc Trinh, Triệu Thanh, Tôn Vũ... Việc phát triển cơ sở cách mạng thuận lợi và phát triển nhanh chóng ở lực lượng Tân quân các tỉnh miền Trung và miền Nam Trung Quốc, sớm hình thành nhân sự mạnh mẽ làm tiền đề cho cách mạng sau này. Ở phía Bắc, do lực lượng Bắc Dương dưới quyền Viên Thế Khải bị khống chế nghiêm ngặt nên phái cách mạng khó phát triển hơn, nhưng dù so cũng thu nạp được một số lượng đáng kể phần tử cách mạng.
Năm 1905, lưu vực sông Trường Giang xảy ra bạo động. Các đảng viên Đồng minh hội như Lưu Đạo Nhất, Thái Thiệu Nam liên lạc với học sinh tỉnh Hồ Nam, vận động các hội đảng, công nhân mỏ khoáng, dự định khởi nghĩa vào ngày 4 tháng 12 năm 1906 tại Bình Hương, Vạn Tái thuộc phía tây tỉnh Giang Tây, và Ly Lăng, Lưu Dương thuộc phía đông Hồ Nam. Các quan binh cách mạng trong Nam Dương Đệ cửu trấn, tại Giang Tô dự định sẽ hưởng ứng nhưng nhà Thanh đã kịp đề phòng, cách chức các lãnh đạo như Triệu Thanh, Nghê Ánh Điển. Cuộc khởi nghĩa nhanh chóng bị đàn áp, nhưng úy tín của Đồng minh hội tăng cao.
Hưởng ứng cách cuộc khởi nghĩa vũ trang do phái cách mạng phát động, ngày 19 tháng 11 năm 1908, các phần tử cách mạng trong Tân quân tại An Huy, do Hùng Thành Cơ, Phạm Truyện Giáp lãnh đạo, nhân cơ hội quân binh thành An Khánh thao luyện bên ngoài, trong thành binh lực mỏng yếu, phát động các binh sĩ trong mã doanh và pháo doanh đang đóng ngoài thành làm khởi nghĩa, đốt lửa làm hiệu. Quân khởi nghĩa nhanh chóng chiếm được kho đạn dược, thu nạp thêm nhân lực, tấn công vào thành. Tuy nhiên, do nội ứng trong thành do dự, không mở cổng thành ra tiếp ứng, Trí sứ Tuần phủ Chu Gia Bảo bèn tăng cường thủ thành. Quân khởi nghĩa công thành suốt đêm thất bại, hơn 200 binh sĩ cách mạng tử thương, đành rút quân về Hợp Phì, sau đó tan rã. Hùng Thành Cơ sau đó trốn sang Nhật Bản. Đây là cuộc khởi nghĩa sớm nhất của Tân quân, được mệnh danh là "Mã pháo doanh khởi nghĩa".

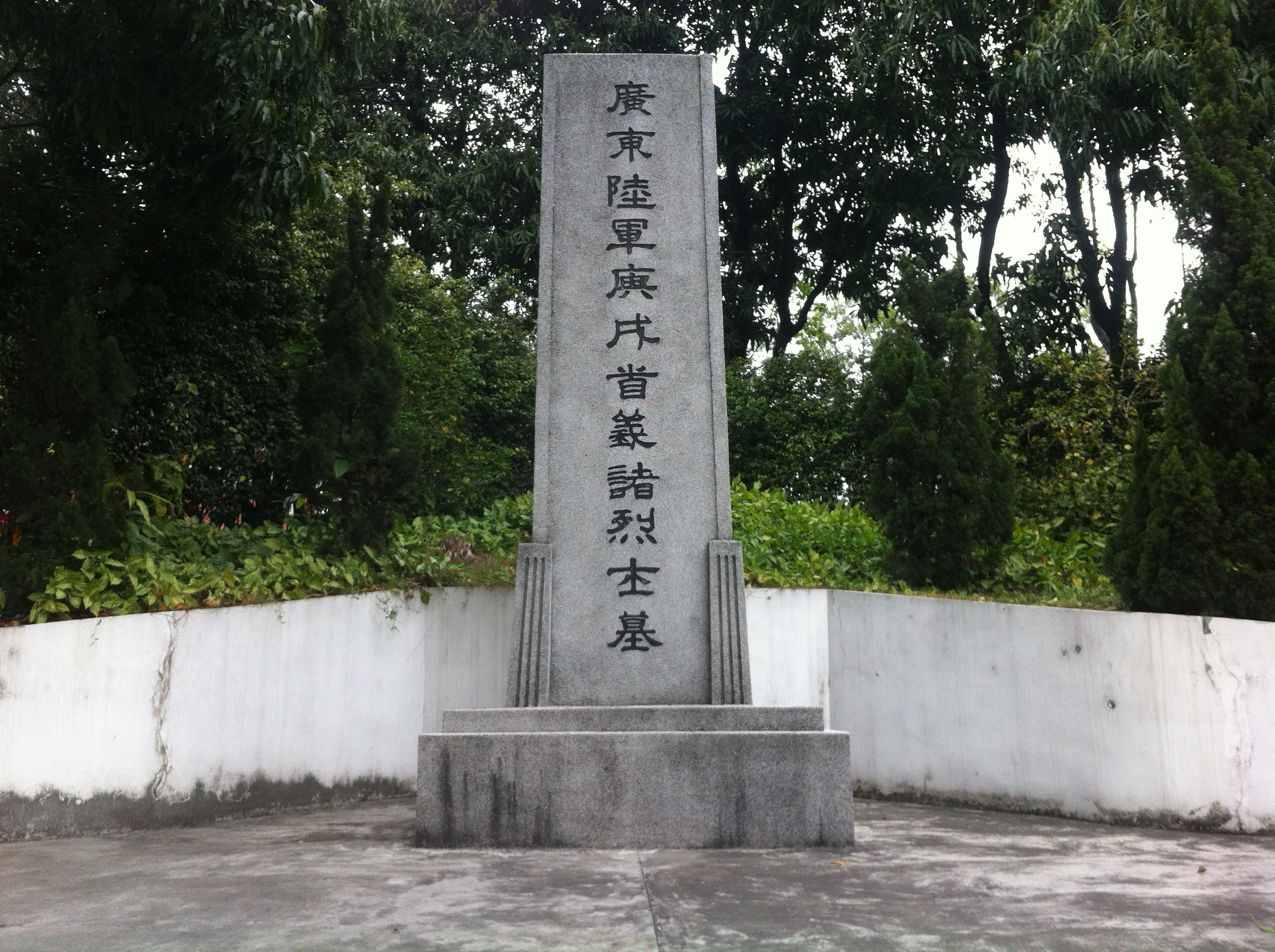
Bia tưởng niệm các liệt sĩ Tân quân trong khởi nghĩa tại Quảng Châu năm 1910.

Đầu năm 1909, chi bộ Đồng Minh hội phía Nam cho người vận động lực lượng tân binh ở Quảng Châu nổi dậy. Ban lãnh đạo có cả cựu quan binh Tân quân là Triệu Thanh, Nghê Ánh Điển. Ban lãnh đạo khởi nghĩa dự định khởi sự vào ngày 24 tháng 2 năm 1910, nếu thành công, sẽ tôn Khâu Phùng Giáp, Trần Quýnh Minh làm Lâm thời Dân chánh Trưởng quan. Tuy nhiên, trước khi khởi sự không lâu, nhà Thanh đã biết tin nổ ra khởi nghĩa, nên từ ngày 9 tháng 2 đã ra lệnh phong tỏa Quảng Châu. Vì vậy, vào ngày 12 tháng 2 năm 1910, khi Nghê Ánh Điển và một số đồng chí vận động các đơn vị Tân quân, khi đến đàm phán với Thủy sư Đề đốc Quảng Đông là Lý Chuẩn tại Ngưu Vương miếu, bất ngờ bị Lý trở mặt bắn chết cùng các đồng chí của mình. Nghĩa quân mất hầu hết chỉ huy, không kịp trở tay, bị triều đình truy bắt các phần tử cách mạng, giết hơn 100 người.

## Họa quân phiệt
Trong Cách mạng Tân Hợi, chỉ một số nhỏ quân nhân Bắc Dương tham gia cùng với các đơn vị Tân quân khác nổi dậy chống nhà Thanh. Lực lượng chủ yếu của Bắc Dương quân vẫn được Viên dùng để chống lại cách mạng trong khi mặt khác làm áp lực với nhà Thanh. Cuối cùng Viên, với con bài Bắc Dương quân, Viên được lợi từ cả 2: Nhà Thanh phải thoái vị và Viên được nhượng lại chức vụ Tổng thống của nền cộng hòa.
Viên tiếp tục khống chế Bắc Dương quân bằng các chỉ huy trung thành với mình, tuy nhiên, sau khi Viên chết năm 1916, các thuộc hạ của Viên lao vào cuộc chiến tranh quyền, hình thành 4 nhóm quân phiệt lớn, gọi theo địa bàn kiểm soát chính. Các nhóm quân phiệt này đã có những ảnh hưởng quan trọng trong lịch sử Trung Quốc từ khi Trung Hoa Dân quốc thành lập cho đến khi Đảng Cộng sản Trung Quốc chiến thắng trong cuộc Nội chiến.

## Nhân vật nổi bật
- Viên Thế Khải
- Lê Nguyên Hồng
- Đoàn Kỳ Thụy
- Ngô Bội Phu
- Phùng Quốc Chương
- Tôn Truyền Phương
- Từ Thế Xương
- Vương Sĩ Trân
- Tào Côn
- Trương Huân
- Phùng Ngọc Tường
- Lư Vĩnh Tường
- Từ Thụ Tranh
- Trương Trị Trung
- Tống Triết Nguyên